# Helizandro Terán Bermúdez
Helizandro Terán Bermúdez OSA (* 7. Juni 1965 in Maracaibo, Venezuela) ist ein venezolanischer Geistlicher und römisch-katholischer Erzbischof von Mérida.

## Leben
Helizandro Terán Bermúdez trat der Ordensgemeinschaft des Augustinerordens bei und legte am 23. Dezember 1994 die ewige Profess ab. Er empfing am 9. September 1995 das Sakrament der Priesterweihe.
Am 29. Juli 2017 ernannte ihn Papst Franziskus zum Bischof von Ciudad Guayana. Die Bischofsweihe spendete ihm der Erzbischof von Mérida, Baltazar Kardinal Porras, am 23. September desselben Jahres in der Kathedrale von Mérida. Mitkonsekratoren waren der Bischof von La Guaira, Raúl Biord Castillo SDB, und der Bischof von San Carlos de Venezuela, Polito Rodríguez Méndez.
Am 19. März 2022 ernannte ihn Papst Franziskus zum Koadjutorerzbischof von Mérida. Die Amtseinführung fand am 4. Juni desselben Jahres statt. Mit dem Rücktritt von Baltazar Kardinal Porras am 31. Januar 2023 folgte er diesem als Erzbischof von Mérida nach.